# Тензиметрія
Тензиметрія (рос. тензиметрия; англ. strain gaging, нім. Tensimetrie f) — сукупність методів вимірювання тиску пари насиченої. Виділяють прямі й непрямі методи. У перші використовуються манометри різних конструкцій, а другі передбачають дослідження яких-небудь властивостей речовини, що пов'язані з тиском пари. Наприклад, можуть вимірюватися маса, швидкість випарювання, оптична щільність або інші; далі тиск розраховують за відомими рівняннями або визначають за допомогою попередньо отриманих номограм. 